# Josefina de Baden
Josefina de Baden (em alemão: Josephine Friederike Louise von Baden; Mannheim, 21 de outubro de 1813 — Sigmaringen, 19 de junho de 1900), foi uma Princesa de Baden, a esposa do príncipe Carlos Antônio e Princesa Consorte de Hohenzollern-Sigmaringen de 1848 até 1849. Era filha do grão-duque Carlos II de Baden e de sua esposa, a princesa Estefânia de Beauharnais.

## Família
Josefina Frederica Luísa foi a terceira filha do grão-duque Carlos II, Grão-Duque de Baden e de sua esposa, a viscondessa Estefânia de Beauharnais. Os seus avós paternos foram o príncipe herdeiro Carlos Luís de Baden e a marquesa Amália de Hesse-Darmstadt. Os seus avós maternos eram o visconde Cláudio de Beauharnais e Claudina Francisca Adriana Gabriela de Lézay-Marnézia. A sua mãe era prima em segundo grau da imperatriz Josefina de Beauharnais, esposa do imperador Napoleão I da França.

## Casamento e descendência
Em 21 de outubro de 1834, em Karlsruhe, Josefina desposou Carlos Antônio, príncipe de Hohenzollern. Eles tiveram seis filhos:
- Leopoldo de Hohenzollern-Sigmaringen (22 de setembro de 1835 – 8 de junho de 1905), casado com a infanta Antónia de Portugal; com descendência.
- Estefânia de Hohenzollern-Sigmaringen (15 de julho de 1837 – 17 de julho de 1859), rainha consorte de Pedro V de Portugal; sem descendência.
- Carlos I da Romênia (20 de abril de 1839 – 27 de setembro de 1914), rei da Romênia; casado com a princesa Isabel de Wied; com descendência.
- António de Hohenzollern-Sigmaringen (7 de outubro de 1841 – 6 de agosto de 1866), morto em batalha aos vinte e quatro anos de idade; sem descendência.
- Frederico de Hohenzollern-Sigmaringen (25 de junho de 1843 - 2 de dezembro de 1904), casado com a princesa Luísa de Thurn e Taxis; sem descendência.
- Maria Luísa de Hohenzollern-Sigmaringen (17 de novembro de 1845 - 26 de novembro de 1912), esposa do príncipe Filipe, Conde de Flandres, e mãe de Alberto I da Bélgica; com descendência.